# ستانيت
الستانيت هو معدن من معادن الكبريتيدات يحوي في تركيبه على فلزات القصدير والحديد والنحاس، بحيث تكون لوحدته البلورية الصيغة الكيميائية Cu2FeSnS4. يمكن للمعدن أن يحوي في تركيبه على آثار من الزنك أو الجرمانيوم.
يكثر وجود هذا المعدن في توضعات العروق الحرمائية للقصدير إلى جانب معادن أخرى مثل الكالكوبيريت والسفاليريت والتتراهيدريت والأرسينوبيريت والبيريت والكاسيتريت والفولفراميت.
تشتق التسمية من الكلمة اللاتينية «stannum»، والتي تعني القصدير. كان مارتن كلابروت أول ممن وصف هذا المعدن سنة 1797 لعينة من منجم يقع بالقرب من سانت أغنس في إنكلترا.